# Jerzy Błoszyk (1943–2013)
Jerzy Błoszyk (ur. 27 lipca 1943 w Wolsztynie, zm. 19 lipca 2013) – polski polityk, samorządowiec i dziennikarz, w latach 2003–2006 pierwszy wicewojewoda wielkopolski.

## Życiorys
Ukończył studia prawnicze na Wydziale Prawa i Administracji Uniwersytetu im. Adama Mickiewicza w Poznaniu. Pracował początkowo jako nauczyciel, od 1970 do 1975 kierował Wydziałem Oświaty i Kultury Wojewódzkiego Komitetu Zjednoczonego Stronnictwa Ludowego. Później do 1981 był dyrektorem oddziału okręgowego OST „Gromada”, w latach 80. kierował przedsiębiorstwem zagranicznym „Euro-Astar” i firmą „Atos”. Od 1983 do 1990 pozostawał wiceprezesem poznańskiego oddziału Towarzystwa Łączności z Polonią Zagraniczną „Polonia”. W latach 90. pracował jako dziennikarz, został m.in. redaktorem naczelnym Polskiego Domu Wydawniczego „Ławica” oraz pracownikiem samorządowego pisma „Nasza Wielkopolska”. Działał także w różnych organizacjach, m.in. jako prezes Wielkopolskiej Fundacji Żywnościowej i poznańskiego oddziału Institut France-Pologne z siedzibą w Lyonie oraz jako współzałożyciel Towarzystwa im. Hipolita Cegielskiego.
Należał do Partii Ludowo-Demokratycznej, został przewodniczącym jej wielkopolskich struktur. Od 2001 do 2002 sprawował mandat radnego sejmiku wielkopolskiego (w 1998 kandydował z listy Sojuszu Lewicy Demokratycznej), zastępując Stanisława Piosika. Od 14 kwietnia 2003 do 4 stycznia 2006 sprawował funkcję pierwszego wicewojewody wielkopolskiego (w ramach umowy SLD z PLD). Działał w istniejącej w latach 2005–2006 (po przekształceniu PLD) partii Stronnictwo Gospodarcze. W 2006 bez powodzenia kandydował do rady powiatu wolsztyńskiego z listy Lewicy i Demokratów jako przedstawiciel Racji Polskiej Lewicy. Później zajął się działalnością biznesową.
Był żonaty, miał dwóch synów.